# Amathusia
Amathusia är ett släkte av fjärilar. Amathusia ingår i familjen praktfjärilar.

## Bildgalleri

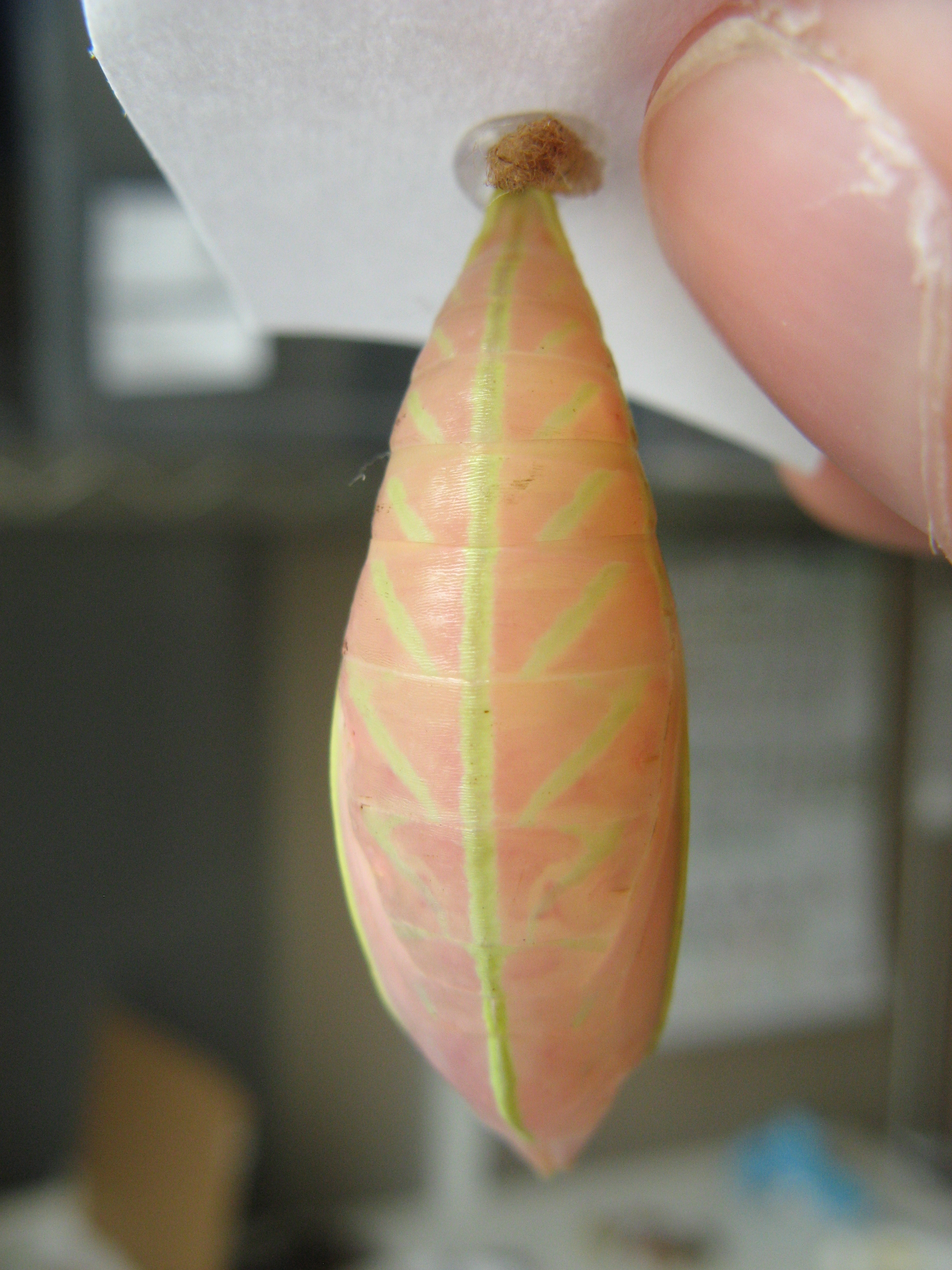
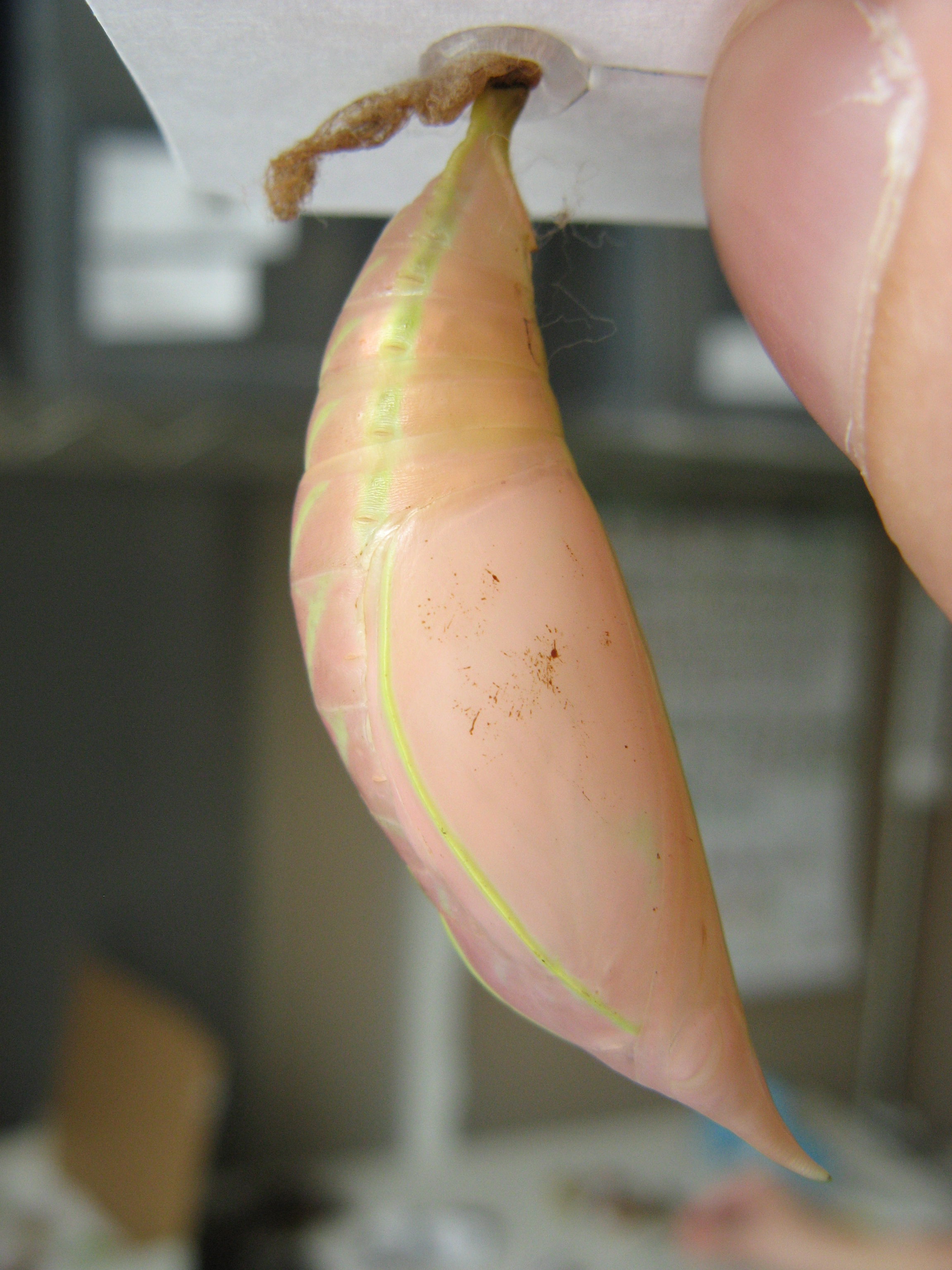
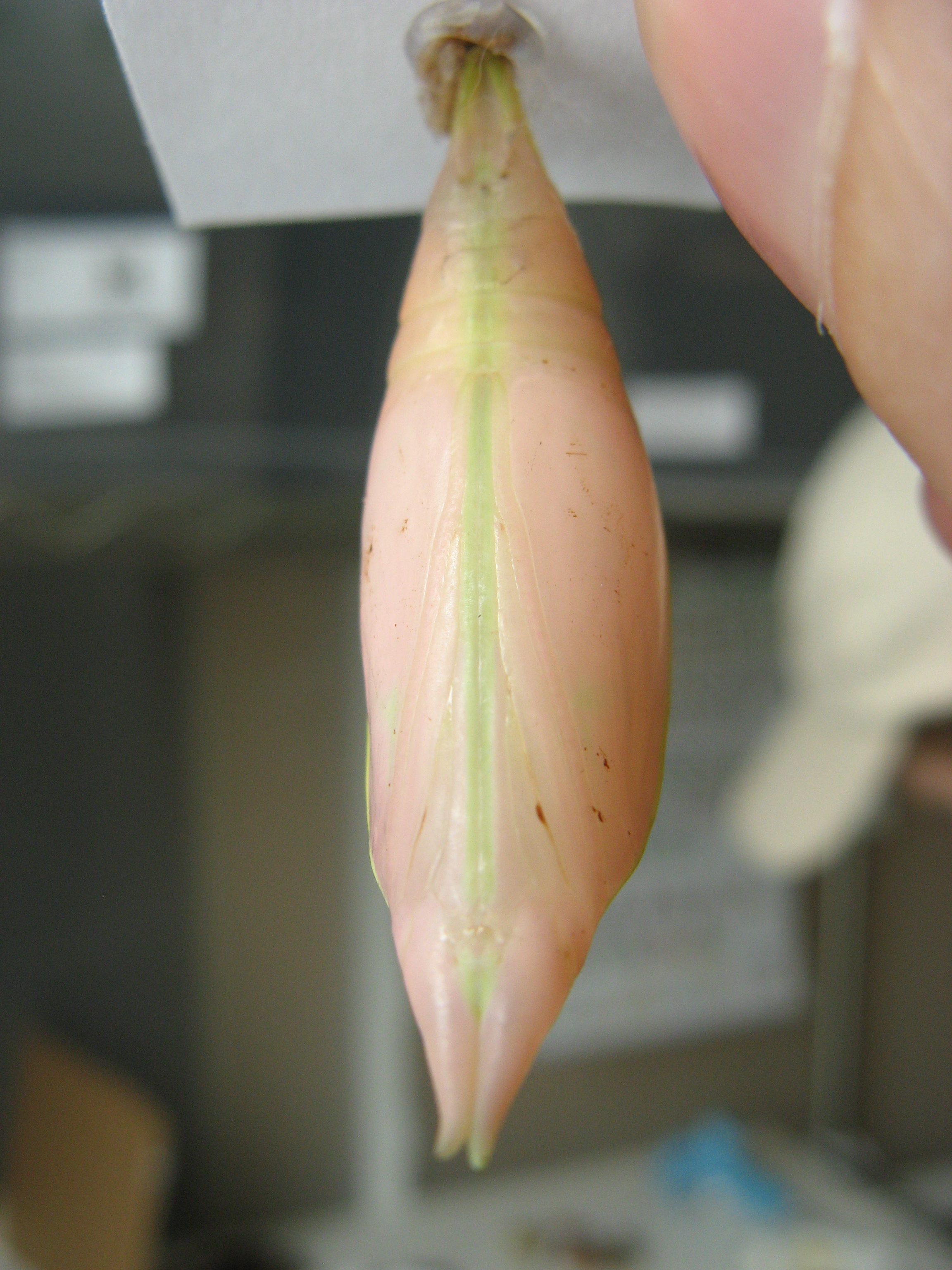
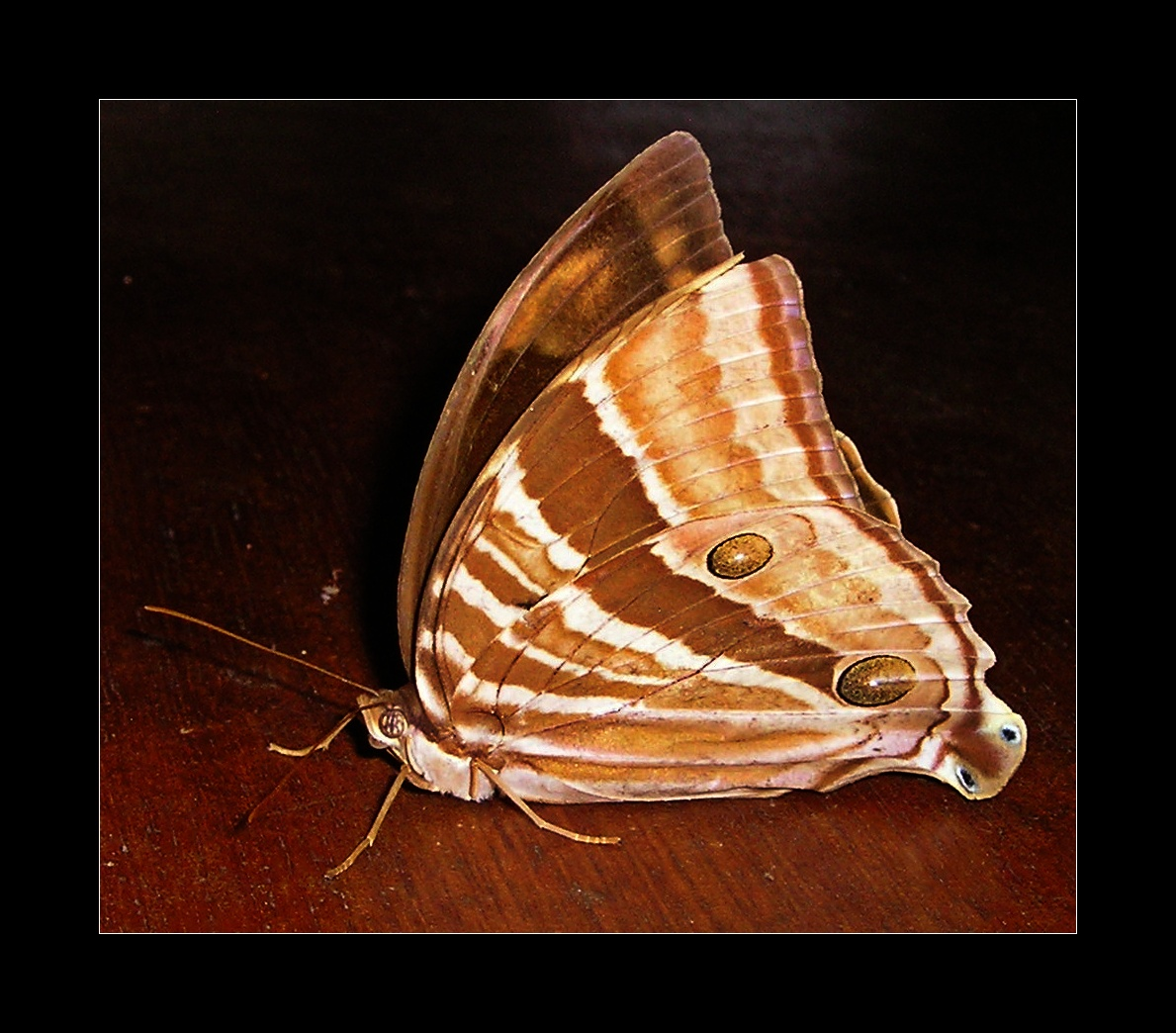
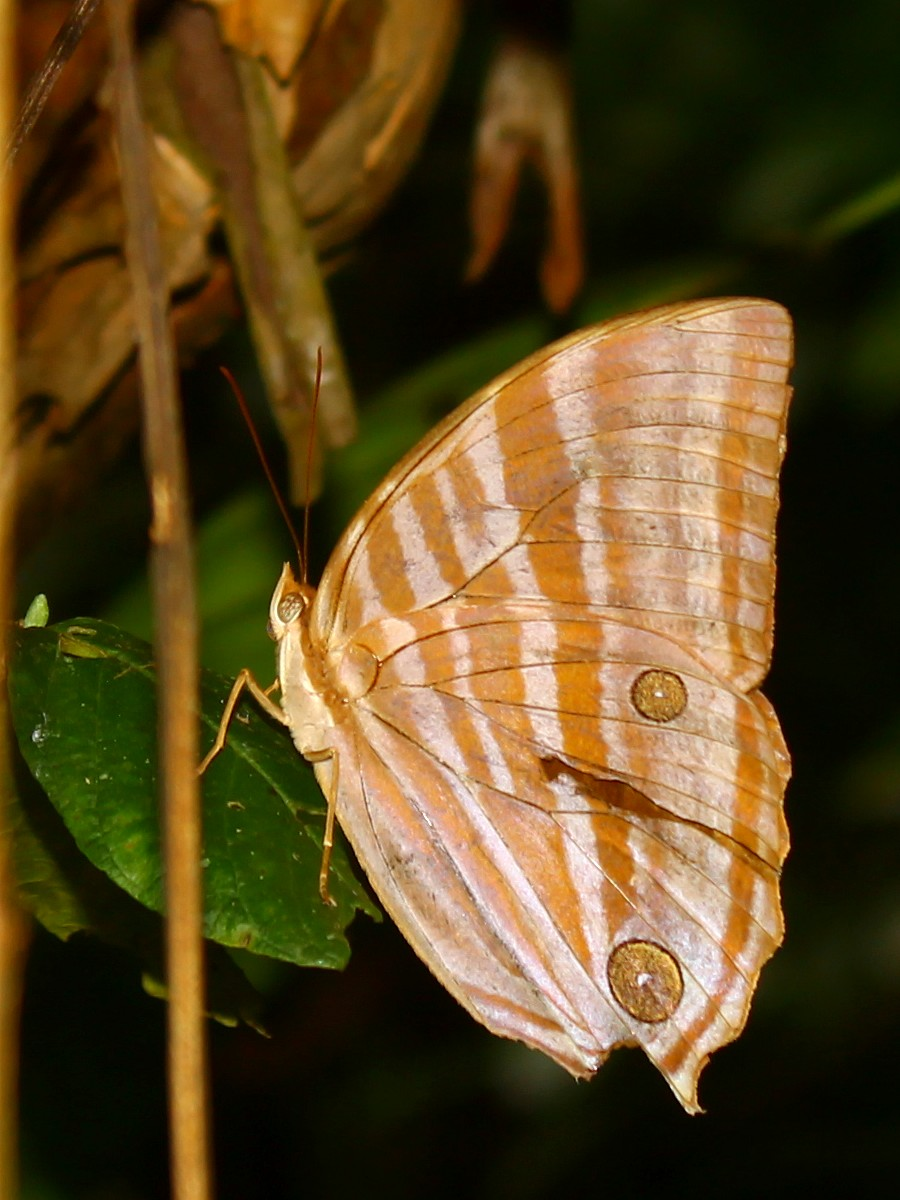
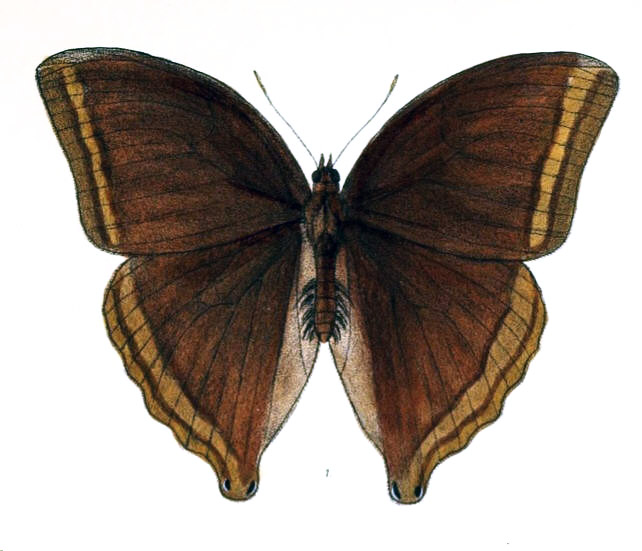

## Dottertaxa tillAmathusia, i alfabetisk ordning[1]
- Amathusia adustata
- Amathusia andamanensis
- Amathusia arrenopia
- Amathusia baweanica
- Amathusia binghami
- Amathusia borneensis
- Amathusia celebensis
- Amathusia chersias
- Amathusia chthonia
- Amathusia coriotincta
- Amathusia diluta
- Amathusia duponti
- Amathusia epidesma
- Amathusia eutropius
- Amathusia friderici
- Amathusia fruhstoferi
- Amathusia gabriela
- Amathusia gunneryi
- Amathusia holmanhunti
- Amathusia incisa
- Amathusia kühni
- Amathusia lieftincki
- Amathusia lombokiana
- Amathusia majada
- Amathusia malaya
- Amathusia masina
- Amathusia melanops
- Amathusia natuna
- Amathusia niasana
- Amathusia ochraceofusca
- Amathusia ochrotaenia
- Amathusia oracsis
- Amathusia palawana
- Amathusia patalena
- Amathusia perakana
- Amathusia phidippus
- Amathusia pollicaris
- Amathusia retracta
- Amathusia retrograda
- Amathusia ribbei
- Amathusia rosieri
- Amathusia schönbergi
- Amathusia staudingeri
- Amathusia taenia
- Amathusia thoanthea
- Amathusia utana
- Amathusia virgata